# Lijst van Huffelpuffers
Dit is een lijst van personages in de Harry Potter-boeken van de Britse schrijver J.K. Rowling. Dit zijn personages die in Huffelpuf zitten of zaten, een van de afdelingen van de toverschool Zweinstein. Ze zijn gerangschikt op alfabetische volgorde van hun achternaam. Sommige personages hebben een apart artikel.

## Hannah Albedil
Hannah Albedil is bijfiguur die bij Huffelpuf is ingedeeld en een van de onbekendere personages uit de boeken van Harry Potter.
De Engelse naam voor Hannah Albedil is Hannah Abbott. De Nederlandse naam is geen verwijzing naar haar persoonlijkheid. Een "albedil" is namelijk een ouderwetse Nederlands benaming voor een bemoeizuchtig en bedillerig vrouwmens. Abbott is een redelijk algemene Engelse achternaam en kan vertaald worden als abt.
Hannah Albedil wordt beschreven als een meisje met blonde vlechten en een roze gezicht. Ze is bevriend met Ernst Marsman en Suzanne Bonkel. In het vijfde jaar werd ze samen met Ernst Marsman klassenoudste van Huffelpuf. In datzelfde schooljaar werd ze lid van de Strijders van Perkamentus. In het zesde jaar werd ze van school weggehaald omdat haar moeder dood was, vermoedelijk vermoord door een Dooddoener van Heer Voldemort. Het is niet zeker of een Dooddoener haar werkelijk vermoord heeft of dat ze op een andere wijze omkwam. Hannah kwam in elk geval niet meer terug op Zweinstein.
J.K. Rowling heeft in een interview aangegeven dat Albedil na haar schooltijd is getrouwd met Marcel Lubbermans en dat ze eigenaresse is geworden van De Lekke Ketel, het tovenaarscafé in Londen.

### Familie Lubbermans
|                  |                  |                  |                  |                  |                  |  |  |                    |                    |                    |                    |                    |                    |  |  |                    |                    |                    |                    |                    |                    |                   |                   |                   |                   |                   |                   |                   |                   |                |                |                 |                 |                 |                 |                 |                 |
|                  |                  |                  |                  |                  |                  |  |  |                    |                    |                    |                    |                    |                    |  |  |                    |                    |                    |                    |                    |                    |                   |                   |                   |                   |                   |                   |                   |                   |                |                |                 |                 |                 |                 |                 |                 |
| Callidora Zwarts | Callidora Zwarts | Callidora Zwarts | Callidora Zwarts | Callidora Zwarts | Callidora Zwarts |  |  | Harfang Lubbermans | Harfang Lubbermans | Harfang Lubbermans | Harfang Lubbermans | Harfang Lubbermans | Harfang Lubbermans |  |  | Augusta Lubbermans | Augusta Lubbermans | Augusta Lubbermans | Augusta Lubbermans | Augusta Lubbermans | Augusta Lubbermans |                   |                   | Alfred Lubbermans | Alfred Lubbermans | Alfred Lubbermans | Alfred Lubbermans | Alfred Lubbermans | Alfred Lubbermans |                |                | Edna Lubbermans | Edna Lubbermans | Edna Lubbermans | Edna Lubbermans | Edna Lubbermans | Edna Lubbermans |
| Callidora Zwarts | Callidora Zwarts | Callidora Zwarts | Callidora Zwarts | Callidora Zwarts | Callidora Zwarts |  |  | Harfang Lubbermans | Harfang Lubbermans | Harfang Lubbermans | Harfang Lubbermans | Harfang Lubbermans | Harfang Lubbermans |  |  | Augusta Lubbermans | Augusta Lubbermans | Augusta Lubbermans | Augusta Lubbermans | Augusta Lubbermans | Augusta Lubbermans |                   |                   | Alfred Lubbermans | Alfred Lubbermans | Alfred Lubbermans | Alfred Lubbermans | Alfred Lubbermans | Alfred Lubbermans |                |                | Edna Lubbermans | Edna Lubbermans | Edna Lubbermans | Edna Lubbermans | Edna Lubbermans | Edna Lubbermans |
|                  |                  |                  |                  |                  |                  |  |  |                    |                    |                    |                    |                    |                    |  |  |                    |                    |                    |                    |                    |                    |                   |                   |                   |                   |                   |                   |                   |                   |                |                |                 |                 |                 |                 |                 |                 |
|                  |                  |                  |                  |                  |                  |  |  |                    |                    |                    |                    |                    |                    |  |  | Frank Lubbermans   | Frank Lubbermans   | Frank Lubbermans   | Frank Lubbermans   | Frank Lubbermans   | Frank Lubbermans   |                   |                   | Lies Lubbermans   | Lies Lubbermans   | Lies Lubbermans   | Lies Lubbermans   | Lies Lubbermans   | Lies Lubbermans   |                |                |                 |                 |                 |                 |                 |                 |
|                  |                  |                  |                  |                  |                  |  |  |                    |                    |                    |                    |                    |                    |  |  | Frank Lubbermans   | Frank Lubbermans   | Frank Lubbermans   | Frank Lubbermans   | Frank Lubbermans   | Frank Lubbermans   |                   |                   | Lies Lubbermans   | Lies Lubbermans   | Lies Lubbermans   | Lies Lubbermans   | Lies Lubbermans   | Lies Lubbermans   |                |                |                 |                 |                 |                 |                 |                 |
|                  |                  |                  |                  |                  |                  |  |  |                    |                    |                    |                    |                    |                    |  |  |                    |                    |                    |                    |                    |                    |                   |                   |                   |                   |                   |                   |                   |                   |                |                |                 |                 |                 |                 |                 |                 |
|                  |                  |                  |                  |                  |                  |  |  |                    |                    |                    |                    |                    |                    |  |  |                    |                    |                    |                    | Marcel Lubbermans  | Marcel Lubbermans  | Marcel Lubbermans | Marcel Lubbermans | Marcel Lubbermans | Marcel Lubbermans |                   |                   | Hannah Albedil    | Hannah Albedil    | Hannah Albedil | Hannah Albedil | Hannah Albedil  | Hannah Albedil  |                 |                 |                 |                 |
|                  |                  |                  |                  |                  |                  |  |  |                    |                    |                    |                    |                    |                    |  |  |                    |                    |                    |                    | Marcel Lubbermans  | Marcel Lubbermans  | Marcel Lubbermans | Marcel Lubbermans | Marcel Lubbermans | Marcel Lubbermans |                   |                   | Hannah Albedil    | Hannah Albedil    | Hannah Albedil | Hannah Albedil | Hannah Albedil  | Hannah Albedil  |                 |                 |                 |                 |

## Suzanne Bonkel
Suzanne Bonkel (Engels: Susan Bones) is het nichtje van een belangrijke heks op het Ministerie van Toverkunst, namelijk Emilia Bonkel.
Suzannes tante heeft Albus Perkamentus geholpen om Harry's onschuld te bewijzen als hij een Dementor heeft aangevallen in bijzijn van een Dreuzel.
Emilia Bonkel werd vermoord in de oorlog tegen Heer Voldemort en zijn Dooddoeners in het boek Harry Potter en de Halfbloed Prins (boek). In het voorafgaande jaar werd Suzanne lid van de Strijders van Perkamentus.

## Lena Braafjens
Lena Braafjens (Engels: Eleanor Branstone) wordt in het vierde boek heel even genoemd tijdens het sorteren van de afdelingen. Ze staat bekend om haar typische Huffelpuf-karakter.

## Walter Doedijns
Walter Doedijns (Engels: Kevin Whitby) wordt in het derde boek heel even genoemd tijdens het sorteren. Hij is twee jaar jonger dan Harry.

## Joost Flets-Frimel
Joost Flets-Frimel (Engels: Justin Finch-Fletchley) zit in hetzelfde jaar als Harry Potter. Hij is ingedeeld bij de afdeling Huffelpuf. Hij heeft Dreuzel-ouders.
Flets-Frimel zou oorspronkelijk naar Eton College gaan, maar kwam er net als Harry zelf pas achter dat hij een tovenaar was toen hij de brief van Zweinsteins Hogeschool voor Hekserij en Hocus-Pocus ontving waarin stond dat hij op die school was aangenomen.
In het tweede boek wordt Flets-Frimel bedreigd door een slang die was opgeroepen door Draco Malfidus tijdens de duelleer-les van Professor Smalhart. Harry gaf de slang opdracht te vertrekken, maar daarbij sprak hij Sisselspraak, wat niemand anders verstond. De slang reageerde kwaad, waardoor iedereen dacht dat Harry de slang opdracht had gegeven Flets-Frimel aan te vallen. In hetzelfde boek wordt Flets-Frimel versteend door de Basilisk die zich schuilhield in de Geheime Kamer. Andere versteende studenten waren onder meer Kasper Krauwel en Hermelien Griffel.
In het vijfde schooljaar sloot Flets-Frimel zich aan bij de Strijders van Perkamentus.

## Kuipers
Kuipers (Engels: Cadwallader) is een van de Jagers van Huffelpufs Zwerkbalteam. Hij is de beste van zijn team en in het zesde boek wint Huffelpuf met 320-60 van Griffoendor dankzij Kuipers. Kuipers heeft een ruw postuur en hij is erg groot. Hij zit in Harry's jaar.

## Laura Maansteen
Laura Maansteen (Engels: Laura Madley) wordt in het vierde boek heel even genoemd tijdens het sorteren van de afdelingen. Net als Lena zit ze drie jaar lager dan Harry.

## Ernst Marsman
Ernst Marsman (Engels: Ernie MacMillan) zit in Huffelpuf in hetzelfde jaar als Harry.
Marsman is een beetje een pompeus type, en praat graag met veel moeilijke woorden. Aanvankelijk botert het niet zo erg tussen hem en Harry, vooral omdat Marsman er in het tweede jaar van overtuigd is dat Harry de erfgenaam van Zwadderich is. Dit vermoeden is veroorzaakt door het feit dat Marsman Harry Sisselspraak heeft horen spreken. Bovendien dacht Marsman dat Harry een slang opdracht had gegeven Joost Flets-Frimel aan te vallen. Dat blijkt echter niet zo te zijn, en wanneer blijkt dat Harry's bedoelingen goed zijn biedt Marsman Harry zijn excuses aan en leggen de twee het bij.
Hij en Harry kunnen in het vervolg van het verhaal prima met elkaar overweg en respecteren elkaar. In Harry's vijfde schooljaar wordt Marsman lid van de geheime groepering De Strijders van Perkamentus, en vecht Marsman mee in de strijd tegen Harry's aartsvijand Voldemort.

## Sappelaar
Sappelaar (Engels: Summerby) is een jaargenoot van Harry, Ron en Hermelien. Hij is in Harry's vijfde jaar op Zweinstein de Zoeker van het Zwerkbalteam van Huffelpuf.

## Zacharias Smid
Zacharias Smid (Engels: Zacharias Smith) staat bekend om zijn nieuwsgierigheid en zijn brutaliteit.
Smid is een leerling op Zweinstein en heeft als afdeling Huffelpuf. Hij zit in hetzelfde jaar als Harry Potter en is bij de Zwerkbalcup Jager (aanvaller) in het Zwerkbalteam van Huffelpuf.
Zacharias Smid is lid geworden van de Strijders van Perkamentus, maar niet helemaal zonder slag of stoot. Tijdens de bijeenkomst waar de SVP wordt opgericht blijkt hij erg sceptisch en negatief, en later geeft Hermelien Griffel toe dat ze Smid alleen maar heeft gevraagd de bijeenkomst bij te wonen omdat hij toevallig bij Ernst Marsman en Hannah Albedil stond toen ze hen uitnodigde.
Hoewel Smid lid lijkt te zijn van de SVP, neemt hij niet deel aan de gevechten op het Ministerie, hier kan hij echter niets aan doen, omdat hij niet weet van het plan van Harry om naar het Departement van Mystificatie te gaan. In deel zes is hij ook commentator van de eerste zwerkbalwedstrijd. Pas wanneer Albus Perkamentus is vermoord, komt zijn naam weer voor in het boek: wanneer zijn vader hem van school ophaalt. Noch Zacharias noch zijn vader blijven voor de begrafenis, waaruit zou kunnen blijken dat de familie Smid geen aanhanger is van Perkamentus. Dit zou ook de scepsis van Zacharias richting de SVP verklaren, hoewel dat niet zeker is, want in een van de herinneringen die Perkamentus aan Harry laat zien, blijkt dat Orchidea Smid, mogelijk een familielid van Zacharias Smid, vermoord wordt door Voldemort.

## Smulders
Smulders (Engels: Summers) probeert in het vierde boek de zone van de Vuurbeker te betreden, terwijl hij op 31 oktober nog geen zeventien was. Toen hij probeerde de leeftijdsgrens over te komen, kreeg hij een lange, witte baard, net als bij Fred Wemel en George Wemel. Waarschijnlijk zat Smulders in Harry's derde jaar in het Zwerkbalteam van Huffelpuf.

## Stalpeert Jr.
Stalpeert Jr. (Engels: Stebbins Jr.) wordt in het vierde boek genoemd tijdens het sorteren van de afdelingen. Zijn vader, Stalpeert Sr., zat in hetzelfde schooljaar als James Potter, Lily Potter, Sirius Zwarts en Remus Lupos. Tijdens het kerstbal in het vierde boek wordt Stalpeert Jr. betrapt door professor Sneep als hij in de struiken zit met juffrouw Teutel.

## Juffrouw Teutel
Juffrouw Teutel (Engels: Marsh) zit in 1994 tijdens het kerstbal samen met Stalpeert Jr. in de struiken en wordt betrapt door professor Sneep, die haar daarvoor tien punten aftrek geeft. Teutel zit drie jaar lager dan Harry.

## Vincent Wapenaar
Vincent Wapenaar (Engels: Owen Cauldwell) wordt in het boek als laatste genoemd tijdens het sorteren van de afdelingen. Hij zit drie jaar lager dan Harry.

## Rosa Zeller
Rosa Zeller (Engels: Rose Zeller) wordt in het vijfde boek heel even genoemd tijdens het sorteren. Ze is als laatste aan de beurt en ze heeft een zenuwachtig karakter. Ze is vier jaar jonger dan Harry.

## Huffelpuffers met een eigen artikel
- Carlo Kannewasser
- Barend Kannewasser
- Orchidea Smid
- Pomona Stronk
- Helga Huffelpuf
- Nymphadora Tops
- De Dikke Monnik
- Teddy Lupos
- Newt Scamander

## Andere afdelingen
- Lijst van Griffoendors
- Lijst van Ravenklauwen
- Lijst van Zwadderaars